# 宇喜多秀高
宇喜多 秀高（うきた ひでたか）は、安土桃山時代から江戸時代にかけての武士。宇喜多秀家の嫡男。母は前田利家の娘で豊臣秀吉の養女の豪姫。官位は従四位下侍従。通称は孫九郎。別名は秀隆。

## 生涯
天正19年（1591年）、『北野社家日記』にれば、7月、備前岡山の大名・宇喜多秀家と豪姫の次男として生まれる。出産は京都の秀家屋敷であったとみられるが、豪姫は出産後病気となり吉田兼見の祈祷を受けている。
秀家と豪姫の間には既に天正17年生まれの長男がいたため、秀家は北野社の祠官・梅松院禅永に次男を養子として差し上げることを申し出ている。しかし禅永は姉または妹のおさこが豊臣秀次の側室であったため、文禄4年（1595年）の秀次事件によるおさこの処刑に伴い逐電しており、もし養子になっていたとしてもこのときに宇喜多家に戻されたとみられる。
天正19年時点では存命だった長男はそれ以降に早世したために、次男の孫九郎が嫡男に立てられたとみられる。
慶長2年（1597年）正月5日、孫九郎は秀家の嫡男・豊臣秀隆として正五位下に叙され、同年9月27日に侍従に任官、翌28日に従四位下に昇叙された。
慶長5年（1600年）の関ヶ原の戦いでの敗戦後、秀家は薩摩へ落ち延びたが、身柄を引き渡され、慶長11年（1606年）4月、孫九郎（秀高）と小平次および家来10人と共に八丈島に流罪となった。豪姫とその娘は加賀前田家のものであるので流罪にはならなかった。
『青栗園随筆』によれば、宇喜多孫九郎らは百姓となって、同姓のものに分かれて10余軒ばかりで生活していたとし、「加賀様」より毎年米70俵に金70両ずつ仕送りと、衣類や入用の品々を詰めた葛籠2つが送られていたという。孫九郎は12両をとって、残りは1両ずつ分けて配ったというが、女性の分はなかったという。
米や料紙などの支援を行っていた実祖母・芳春院の書状によれば、八丈島での孫九郎は精神に異常をきたしてしまったという。
孫九郎は、『八丈實記』によれば、代官・奥山忠久（縫殿助）の娘を娶って女児と暮らしたとあり、『宇喜多中納言家系』によれば、三根村彦七の娘を娶り、太郎助秀正、クスの一男一女を儲けたという。
慶安元年（1648年）8月18日、父に先立って食傷のため死去。享年58。戒名は秀光院殿雲照居士。

### 和歌
慶応3年（1867年）、八丈島大賀郷にて、武州日墓里の妙隆寺本妙院の日壽和尚が大菩薩像本尊より書類を発見。その中に三代の太郎助秀正が書き写した秀家・秀高・秀正の和歌、位牌などが入っていた。以下は秀高公の和歌。